# Phanerodiscus diospyroidea
Phanerodiscus diospyroidea  es la única especie del género monotípico Phanerodiscus perteneciente a la familia de las olacáceas.    Es originaria de Madagascar.

## Taxonomía
Phanerodiscus diospyroidea fue descrita por René Paul Raymond Capuron y publicado en Adansonia: recueil périodique d'observations botanique, n.s. 2: 128. 1962.